# It’s Been Awhile
«It’s Been Awhile» (с англ. — «Уже давно») — песня американской альтернативной метал группы Staind, выпущенная в виде сингла с альбома Break the Cycle 20 марта 2001 года на лейбле Elektra Records.
Это самая успешная и самая известная песня группы. «It’s Been Awhile» дебютировал на пятом месте в американском чарте Billboard Hot 100 в октябре 2001 года, став единственным синглом, который попал в топ-10. Песня заняла 1 место в Hot Mainstream Rock Tracks и продержалась там в течение двадцати недель (уступив место песне «Loser» группы 3 Doors Down), затем 1 место в Hot Modern Rock Tracks, продержавшись 16 недель (место заняла песня «The Pretender» группы Foo Fighters).

## Контент
Рассказчик подводит итоги своей жизни и ссылается на свою зависимость и неудачные отношения. Вокалист Staind Аарон Льюис поёт о том, как, по его мнению, он всё испортил и как разочаровывает человека, который для него очень много значит. Аарон назвал песню «It’s Been Awhile» «признанием прошлого».

## Видеоклип
Режиссёром видео стал Фред Дёрст — вокалист рэп-метал группы Limp Bizkit.
Музыкальное видео начинается с того, как Аарон Льюис просматривает свои старые фотографии, на одной из которых — фотография его жены. Камера переключается между пишущим письмо жене Аароном и группой, играющей в комнате, полной горящих свечей. На некоторых снимках, на которых Аарон на улице смотрит на своё отражение в зеркале и размышляет. На протяжении всего видеоклипа Аарон наблюдает за горящей сигаретой. В конце видео сигарета падает на пол и сжигает его квартиру.

## Список композиций
Текст песни написан вокалистом Аароном Льюисом. Композиторами музыки является группа Staind.
| №  | Название                              | Длительность |
| -- | ------------------------------------- | ------------ |
| 1. | «It's Been Awhile» (Edit)             | 3:56         |
| 2. | «It's Been Awhile» (Acoustic Version) | 4:31         |

## Участники записи
| Staind - Аарон Льюис — вокал, ритм-гитара - Майк Машок — соло-гитара - Джонни Эйприл — бэк-вокал, бас-гитара - Джон Вайсоки — барабаны | Производственный персонал - Джош Абрахам — продюсер, звукорежиссёр - Джордан Шур — исполнительный продюсер - Владо Меллер — мастеринг - Энди Уоллес — микширование - Крейг Хауэлл — арт-директор, дизайнер |

## Позиция в чартах и сертификации
| Чарт (2001-02)                            | Позиция в чарте |
| ----------------------------------------- | --------------- |
| Австралия (ARIA)                          | 24              |
| Австрия (Ö3 Austria Top 40)               | 54              |
| Бельгия/Фландрия (Ultratop 50)            | 46              |
| Германия (GfK)                            | 43              |
| Ireland (IRMA)                            | 18              |
| Нидерланды (Dutch Top 40)                 | 7               |
| Швеция (Sverigetopplistan)                | 23              |
| Швейцария (Schweizer Hitparade)           | 79              |
| UK Singles (The Official Charts Company)  | 15              |
| U.S. Billboard Hot 100                    | 5               |
| U.S. Billboard Hot Mainstream Rock Tracks | 1               |
| U.S. Billboard Hot Modern Rock Tracks     | 1               |
| U.S. Billboard Top 40 Mainstream          | 3               |
| U.S. Billboard Hot Adult Top 40 Tracks    | 6               |
| U.S. Billboard Top 40 Tracks              | 4               |

| Страна    | Сертификация | Дата | Продажи   |
| --------- | ------------ | ---- | --------- |
| Австралия | Gold         | 2002 | 35,000 +  |
| США       | Gold         | 2001 | 500,000 + |